# Brahma
«Brahma» — бразильский пивной бренд, изначально принадлежавший компании Manufatura de Cerveja Brahma Villiger & Companhia, основанной в 1888 году в Рио-де-Жанейро. В настоящий момент принадлежит компании InBev. Входит в десятку самых продаваемых пивных брендов в мире.

## История
В 1888 году эмигрант из Швейцарии Йозеф Виллигер (Joseph Villiger) основал в Рио-де-Жанейро пивоваренную компанию Brahma Villiger & Со, начавшую выпуск пива под маркой Brahma. Изначально в компании работало 32 человека, производительная мощность составляла 12 000 литров пива в день. К 1934 году бренд Brahma стал самым известным пивным брендом Бразилии с годовым объёмом производства около 30 миллионов литров. В этом же году пиво Brahma впервые стало выпускаться в стеклянной бутылке (до этого его продавали только в бочках). В настоящий момент (с 1999 года) бренд принадлежит бельгийскому концерну InBev.